# Кыдрашев, Чёт Кыдрашевич
Чёт Кыдрашевич Кыдрашев (5 января 1914, с. Озёрное, Сентелекская волость, Бийский уезд, Томская губерния, Российская империя — 23 февраля 1997, Россия) — советский государственный и партийный деятель. Первый секретарь обкома ВКП(б) Горно-Алтайской автономной области (1948—1949). Председатель Горно-Алтайского облисполкома (1944—1948, 1959—1971).

## Биография
Родился 5 января 1914 в селе Озёрное Бийского уезда Томской губернии Российской империи (ныне село в составе Усть-Канского района Республики Алтай). Член ВКП(б) с 1939 года.
Служил в РККА в 1936—1938 гг. С 1938 года — на общественной и политической работе. В 1938—1971 гг. — на комсомольской работе, председатель Исполнительного комитета Областного Совета Ойротской автономной области, 1-й секретарь Областного комитета ВКП(б) Горно-Алтайской автономной области, заместитель председателя Исполнительного комитета Алтайского краевого Совета, 1-й заместитель председателя, председатель Исполнительного комитета Областного Совета Горно-Алтайской автономной области.
Избирался депутатом Верховного Совета СССР 2-го созыва, Верховного Совета РСФСР 6-го, 7-го созывов.
Умер в 1997 году.